# Igor Strzałek
Igor Strzałek (Siedlce, 19 gennaio 2004) è un calciatore polacco, centrocampista del Nieciecza in prestito dal Legia Varsavia.

## Carriera

### Club
Il 21 agosto 2024 passa in prestito annuale al Nieciecza.

## Statistiche

### Presenze e reti nei club
Statistiche aggiornate al 29 ottobre 2024.
| Stagione                 | Squadra                  | Campionato               | Campionato | Campionato | Coppe nazionali | Coppe nazionali | Coppe nazionali | Coppe continentali | Coppe continentali | Coppe continentali | Altre coppe | Altre coppe | Altre coppe | Totale | Totale | Totale |
| Stagione                 | Squadra                  | Comp                     | Pres       | Reti       | Comp            | Pres            | Reti            | Comp               | Pres               | Reti               | Comp        | Pres        | Reti        | Pres   | Reti   |        |
| ------------------------ | ------------------------ | ------------------------ | ---------- | ---------- | --------------- | --------------- | --------------- | ------------------ | ------------------ | ------------------ | ----------- | ----------- | ----------- | ------ | ------ | ------ |
| 2020-2021                | Legia Varsavia II        | 3L                       | 2          | 0          | CP              | -               | -               |                    | -                  | -                  |             | -           | -           | 2      | 0      |        |
| 2021-2022                | Legia Varsavia II        | 3L                       | 7          | 4          | CP              | -               | -               |                    | -                  | -                  |             | -           | -           | 7      | 4      |        |
| 2021-2022                | Legia Varsavia           | EK                       | 1          | 0          | CP              | 0               | 0               |                    | -                  | -                  |             | -           | -           | 1      | 0      |        |
| 2022-2023                | Legia Varsavia II        | 3L                       | 13         | 1          | CP              | 1               | 0               |                    | -                  | -                  |             | -           | -           | 14     | 1      |        |
| 2023-2024                | Legia Varsavia           | EK                       | 13         | 0          | CP              | 2               | 1               |                    | -                  | -                  |             | -           | -           | 15     | 1      |        |
| lug. 2023-gen. 2024      | Legia Varsavia II        | 3L                       | 5          | 2          | CP              | 0               | 0               |                    | -                  | -                  |             | -           | -           | 5      | 2      |        |
| Totale Legia Varsavia II | Totale Legia Varsavia II | Totale Legia Varsavia II | 22         | 4          |                 | 1               | 0               |                    | -                  | -                  |             | -           | -           | 23     | 4      |        |
| lug. 2023-gen. 2024      | Legia Varsavia           | EK                       | 9          | 1          | CP              | 1               | 0               | UECL               | 0                  | 0                  | SP          | 0           | 0           | 10     | 1      |        |
| gen.-giu. 2024           | Stal Mielec              | EK                       | 10         | 0          | CP              | -               | -               |                    | -                  | -                  |             | -           | -           | 10     | 0      |        |
| lug.-ago. 2024           | Legia Varsavia           | EK                       | 2          | 0          | CP              | -               | -               | UECL               | 1                  | 0                  |             | -           | -           | 3      | 0      |        |
| Totale Legia Varsavia    | Totale Legia Varsavia    | Totale Legia Varsavia    | 25         | 1          |                 | 3               | 1               |                    | 1                  | 0                  |             | 0           | 0           | 29     | 2      |        |
| ago. 2024-2025           | Nieciecza                | 1L                       | 9          | 1          | CP              | 1               | 0               |                    | -                  | -                  |             | -           | -           | 10     | 1      |        |
| Totale carriera          | Totale carriera          | Totale carriera          | 66         | 6          |                 | 5               | 1               |                    | 1                  | 0                  |             | 0           | 0           | 72     | 7      |        |

## Palmarès

### Competizioni nazionali
- Puchar Polski: 1

Legia Varsavia: 2022-2023
- Superpuchar Polski: 1

Legia Varsavia: 2023